# بي أتش بي دوك
بي أتش بي دوك (بالإنجليزية: PHPDoc)‏ هو معيار رسمي لصيغة كتابة التعليقات على لغة البرمجة بي إتش بي، وهو مماثل لمعيار جافا دوك المتبع في لغة البرمجة جافا. كما يمكن لبرمجيات التوثيق مثل phpDocumentor من إنشاء توثيق للكود مطابق لهذا المعاير ويساعد بعض بيئات التطوير المتكاملة مثل: زند ستوديو، نت بينز، بي إتش بي ستورم، كومودو اديت، بي إتش بي اديت، وابتانا ستوديو، في توضيح نوع المتغير وكذلك توضيح أي امر غير مفهوم في الكود، وبإتباع هذا المعيار يكون الكود البرمجي سهل التطوير والتنقيح ويسهل على المبرمجين الآخرين قراءة الكود وفهم فحواه.
كما يدعم PHPDoc البرمجة الكائنية بالإضافة إلى البرمجة الإجرائية.
تم إصدار PHPDoc في 3 من ديسمبر عام 2000 ويمكن الاستعانة ببعض البرمجيات لكتابة معيار التعليقات هذا مثل phpDocumentor و دي أكسجين.
في 13 أغسطس من عام 2013 بدأت اطر العمل PHP Framework بالأعتماد على PHPDoc كمعيار لكتابة التعليقات.

## أنواع التعليقات في PHPDoc
التعليق على أكثر من سطر DocBlock
التعليق على أكثر من سطر في لغة البرمجة PHP مشابه تماما للغة البرمجة C++ حيث يبدأ التعليق بـ /** ثم في كل سطر يكون رمز النجمة * وينتهي التعليق بـ */ .
يتم كتابة هذا النوع من التعليقات قبل الكود المراد وصفة.
أي سطر جديد في التعليق لا يبدأ بعلامة النجمة * يعتبر مخالف لمعيار PHPDoc.
في هذا المثال تم تطبيق التعليق على أكثر من سطر DocBlcok على الدالة المسماة foo() ولاحظ ان التعليق تم كتابته قبل تعريف الدالة.
```
/**

 * This is a DocBlock comment

 */

function
 
foo
()

{

}

```

وفي هذا المثال تم تطبيق التعليق على أكثر من سطر DocBlock على الثابت المسمى aklo، مما يعني ان هذا التعليق لا علاقة له بالدالة foo
```
/**

 * DocBlock for function foo?

 *

 * No, this will be for the constant aklo!

 */

define
(
'aklo'
,
2
);

function
 
foo
(
$param
 
=
 
aklo
)

{

}

```

يستخدم التعليق على أكثر من سطر لوصف:
define() statements, functions, classes, class methods, and class vars, include() statements, and global variables
التعليق على أكثر من سطر DocBlock يجب ان يحتوي على النقاط التالية:
- وصف مختصر.
- وصف مفصل.
- عناوين محدده Tags.